# Ángel Blasco Marqueta
Ángel Blasco Marqueta (Saragossa, 1957) és un productor i director de cinema espanyol. També és professor del Centro Universitario Villanueva i soci numerari de l'Acadèmia del Cinema Català.
Va debutar en la producció el 1994 amb el curtmetratge Tradición familiar - Soliloquios de Diana Gálvez i el 2000 va produir el seu primer llargmetratge, El viaje de Arián. El 2002 va debutar com a director amb l'adaptació de Miguel Mihura Cásate conmigo, Maribel, de la que també en fou productor. El mateix any també va produir la pel·lícula d'animació Puerta del tiempo. Després de dirigir el curtmetratge Erik (2005) va dirigir i produir La carta del rajà (2009), que fou nominada als Premis Gaudí 2010 a la millor pel·lícula d'animació. El 2010 també va produir Bruc i Lope, i el 2012 va produir Les aventures de Tadeu Jones.